# Bolus (radioterapia)
Bolus – materiał stosowany w radioterapii megawoltowej, w celu wyrównania rozkładu dawki w ciele pacjenta lub zwiększenia jej wartości w strukturach ciała pacjenta położonych płytko, dla których krzywa procentowej dawki na głębokości (PDG lub DD) jest na głębokości narastania (build-up). Bolus jest przykładany bezpośrednio na skórę pacjenta. Najczęściej jako bolus stosuje się płachty o grubości 0,5-1,0 cm, o wartości współczynnika pochłaniania promieniowania jonizującego zbliżonego do współczynnika wody. W technice TBI jako bolus stosuje się często ryż.